# Operacja Totalize
Operacja Totalize – kryptonim operacji zaczepnej wojsk kanadyjskich, brytyjskich i polskich wykonanej w dniach 8–9 sierpnia 1944 roku na południe od Caen przez siły II Korpusu Kanadyjskiego, której celem było przełamanie niemieckiego frontu w Normandii, rozbicie I Korpusu Pancernego SS, opanowanie kluczowych wzgórz w rejonie miasta Falaise, a w dalszej perspektywie połączenie się z nacierającymi od południa wojskami amerykańskimi i tym samym zamknięcie w kotle wojsk niemieckich w Normandii. Główną rolę odegrały podczas niej dywizje pancerne – 4 Kanadyjska Dywizja Pancerna i polska 1 Dywizja Pancerna po stronie alianckiej oraz 12 Dywizja Pancerna SS Hitlerjugend po stronie niemieckiej. W polskiej historiografii operacja Totalize jest uznawana za początek tzw. bitwy pod Falaise.

## Tło sytuacyjne
Miasto Caen było celem sił brytyjskich lądujących na plaży Sword już podczas D-Day. Szybko jednak zdano sobie sprawę z tego, że niemiecka obrona jest najsilniejsza właśnie w tym sektorze, a większość posiłków wysłanych do Normandii została zaangażowana w utrzymanie miasta. Wojna pozycyjna trwała przez następne sześć tygodni. Kilka prób zdobycia Caen przez wojska brytyjskie i kanadyjskie zakończyło się niepowodzeniem. Dopiero 9 lipca większa część miasta, położona na północ od rzeki Orne, została zajęta podczas operacji Charnwood. Między 18, a 20 lipca siły brytyjskie rozpoczęły operację Goodwood, aby oskrzydlić miasto od wschodu i południa, podczas gdy siły kanadyjskie przeprowadziły operację Atlantic, aby przepłynąć rzekę Orne i oczyścić pozostałą, południową część miasta. Chociaż operacja Goodwood została powstrzymana, a wojska alianckie poniosły liczne straty w czołgach, obie operacje zapewniły Sprzymierzonym przyczółek o szerokości 9,7 km i głębokości 3,8 km na południowym brzegu Orne.
Niemcy zachowali kontrolę nad grzbietem Verrières położonym 8 km na południe od miasta. Powtarzane ataki Brytyjczyków i Kanadyjczyków wokół Caen (częściowo po to, by odwrócić uwagę Niemców od zachodniej części frontu, gdzie amerykańska 1 Armia przygotowywała się do przełamania frontu), spowodowały, że Niemcy rzucili do obrony wzgórza Verrières swoje najsilniejsze i najbardziej zdeterminowane formacje, w tym elementy trzech dywizji Pancernych SS I Korpusu Pancernego SS.
W ciągu 48 godzin od zakończenia operacji Goodwood kanadyjska 2 Dywizja Piechoty rozpoczęła generalny atak na niemiecką obronę w rejonie grzbietu Verrières. Kanadyjczycy ponieśli ponad 1300 ofiar, a postępy ofensywy były minimalne. Od 25 do 27 lipca podjęto kolejną próbę zdobycia grzbietu w ramach operacji Spring. Źle przygotowany atak pochłonął prawie 1500 ofiar. Bitwa o wzgórze Verrières pochłonęła w sumie ponad 2800 ofiar wśród Kanadyjczyków. Podczas gdy grań pozostawała w rękach niemieckich, 2 Dywizja Piechoty zyskała jednak przyczółek pomiędzy wioską Verrières, a Saint-Martin-de-Fontenay, co pozwoli żołnierzom alianckim gromadzić się poza zasięgiem widzenia niemieckich obserwatorów podczas przygotowań do rozpoczęcia operacji Totalize.
25 lipca amerykańska 1 Armia rozpoczęła operację Cobra, która po pierwszych dwóch dniach przełamała niemiecką obronę na południe od Saint-Lô. Pod koniec trzeciego dnia operacji siły amerykańskie przesunęły się o 24 km na południe od linii wyjściowej. 30 lipca siły amerykańskie zdobyły Avranches u podstawy półwyspu Cotentin. Niemiecka lewa flanka upadła i w ciągu 24 godzin jednostki amerykańskiej 3 Armii wkroczyły do Bretanii, by ruszyć na południe i zachód przez otwarty teren, prawie bez oporu wroga. 1 Dywizja Pancerna SS „Leibstandarte SS Adolf Hitler”, 9 Dywizja Pancerna SS „Hohenstaufen” oraz 116 Dywizja Pancerna zostały przesunięte na zachód od wzgórza Verrières, aby zmierzyć się z tym nowym zagrożeniem.
Generał Bernard Law Montgomery (dowodzący siłami lądowymi w Normandii) chciał zaatakować wschodnią flankę frontu, aby zdobyć Falaise. W jego zamierzeniach taki ruch miał doprowadzić do całkowitej klęski wojsk niemieckich w Normandii. Kanadyjska 1 Armia pułkownika Harry’ ego Crerara zajmowała ten odcinek frontu. Składała się z Brytyjskiego I Korpusu, odpowiedzialnego za skrajną wschodnią flankę oraz II Korpusu Kanadyjskiego pułkownika Guya Simondsa stacjonującego na południe od Caen. II Korpus Kanadyjski, który miał rozpocząć operację Totalize, składał się z 2 Dywizji Piechoty, 3 Dywizji Piechoty, 49 Dywizji Piechoty, 51 Dywizji Piechoty Highland, 4 Dywizji Pancernej, polskiej 1 Dywizji Pancernej, kanadyjskiej 2 Brygady Pancernej i brytyjskiej 33 Brygady Pancernej.

## Kanadyjski plan
Niemiecka obrona na wzgórzu Verrières była wciąż bardzo silna. Wysunięte pozycje piechoty były dobrze okopane, z szerokimi polami prowadzenia ognia. Główne zgrupowanie ponad stu dział przeciwpancernych 75 mm i 88 mm zostało rozmieszczone wokół wsi Cramesnil i Saint-Aignan-de-Cramesnil, około 4,8 km za wysuniętymi niemieckimi pozycjami, aby powstrzymać spodziewane przełamanie frontu w wykonaniu sił pancernych wzdłuż drogi Caen – Falaise. Linia frontu oraz głęboka obrona znajdowały się w odcinku odpowiedzialności 89 Dywizji Piechoty, 85 Dywizji Piechoty (niedawno przybyłej z Rouen) i pozostałości 272 Dywizji Grenadierów Pancernych (poważnie uszczuplonej przez Kanadyjczyków w operacji Atlantic). 12 Dywizja Pancerna SS „Hitlerjugend” z dołączonym batalionem czołgów ciężkich Tygrys, liczącym pięćdziesiąt maszyn, znajdowała się w rezerwie, kolejne 4,8 km z tyłu. Część piechoty dowodzona była przez niemiecki LXXXVI Korpus, ale większość sektora (wraz z 12 Dywizją Pancerną SS) znajdowała się pod dowództwem I Korpusu Pancernego SS, który przybył na ten teren podczas operacji Goodwood.
Simonds wiedział, że ataki piechoty wspierane przez zmasowany ostrzał artyleryjski nie zdołały przełamać niemieckich linii w operacji Atlantic oraz operacji Spring. Podczas operacji Goodwood, bombardowania w wykonaniu samolotów RAF-u pomogły brytyjskim czołgom przedrzeć się przez linię frontu, ale same poniosły ciężkie strat z powodu ognia nienaruszonej niemieckiej obrony przeciwlotniczej, rozmieszczonej głęboko poza strefą bombardowania. Piechota nie była w stanie podążać wystarczająco szybko, aby wesprzeć czołgi lub zabezpieczyć teren za nimi, ponad były dodatkowo spowolniane przez niemieckich maruderów. Aby rozwiązać problem taktyczny związany z ukształtowaniem terenu i głęboką obroną, Simonds zaproponował radykalne rozwiązanie, pierwszy w Normandii duży atak jednostek zmotoryzowanych.
Niektóre kanadyjskie i brytyjskie dywizje piechoty zostały przed D-Day tymczasowo wyposażone w samobieżne działa M7 Priest, które później zastąpiono holowanymi działami polowymi, tzw. dwudziestopięciofuntówkami. Simonds kazał wszystkie Priesty przekształcić w transportery piechoty Kangaroo, co miało pozwolić piechocie dotrzymać tempa czołgom w dowolnym terenie. Wcześniej uzyskano specjalne pozwolenie od Amerykanów, producentów pojazdów M7, na przekształcenie ich w nieuzbrojone transportery.
Simonds uczynił wsparcie powietrzne istotnym elementem swojego planu przełamywania niemieckiej obrony. Wstępne bombardowanie z powietrza wymagało od bombowców RAF-u zniszczenia niemieckiej obrony po obu bokach korytarza o szerokości 6,4 km wzdłuż osi drogi Caen – Falaise, w nocy z 7 na 8 sierpnia. We wczesnych godzinach porannych, pod osłoną mroku 8 sierpnia dwa rzuty sił atakujących w postaci czołgów i transporterów opancerzonych miały ruszyć wzdłuż tego korytarza. Na zachód od drogi rozmieszczono 4 Brygadę Piechoty i 2 Brygadę Pancerną ze składy kanadyjskiej 2 Dywizji Piechoty. Na wschód od drogi stała 154 Brygada Piechoty Górskiej i 33 Brygada Pancerna z brytyjskiej 51 Dywizji Piechoty Highland. Te dwie kolumny miały przebić się przez pierwszą linię obrony i nie zważając na tlący się tam opór obrońców, przeć dalej, by o świcie zdobyć główne niemieckie pozycje dział przeciwpancernych wokół Cramesnil i Saint-Aignan de Cramesnil.
Druga faza operacja miała nastąpić natychmiast po zakończeniu pierwszej. Podczas gdy pozostałe cztery brygady piechoty 2 Dywizji kanadyjskiej i 51 Dywizji brytyjskiej zlikwidowałyby izolowane niemieckie punkty oporu na wysuniętych pozycjach, kanadyjska 3 Dywizja i brytyjska 49 Dywizja West Riding z I Korpusu rozpoczęłyby ataki uzupełniające w celu poszerzenia terenu zdobytego podczas pierwszej fazy operacji. Natomiast kanadyjska 4 Dywizja Pancerna i polska 1 Dywizja Pancerna ruszyłyby korytarzem do Cramesnil i przygotowywały się do dalszego ataku na południe. By pomóc im w dalszym natarciu, bombowce amerykańskiej 8 Armii Lotniczej zbombardowałyby niemieckie pozycje rezerwowe w Hautmesnil. Ostatecznym celem było wzniesienie na północ od Falaise, 24 km od linii wyjściowej.

## Atak kanadyjskiej 1 Armii

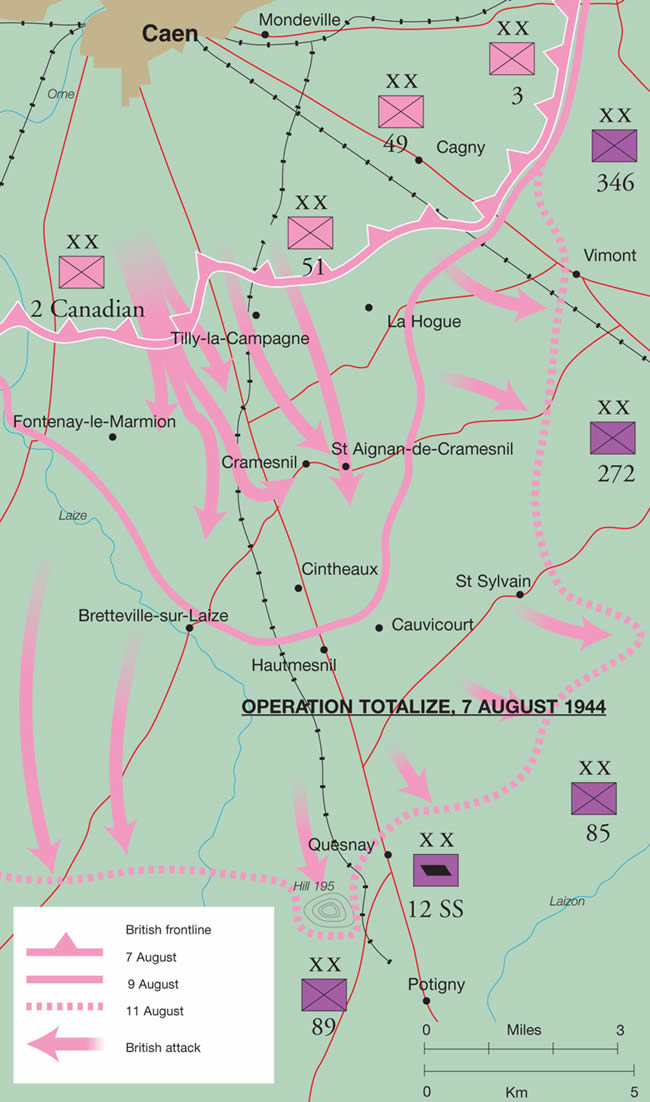
Mapa operacji Totalize

Wieczorem 7 sierpnia 1944 r. siły atakujące uformowały się w sześć kolumn o szerokości czterech pojazdów, w tym czołgi, pojazdy opancerzone Kangaroo, pojazdy półgąsienicowe, samobieżne działa przeciwpancerne i czołgi z trałami przeciwminowymi. O godz. 23:00 alianckie bombowce rozpoczęły bombardowanie niemieckich pozycji wzdłuż frontu Caen. O 23:30 kolumny pancerne ruszyły naprzód pod osłoną artylerii. Początkowo ich ruch był powolny. Wielu kierowców pojazdów opancerzonych nie widziało, gdzie jedzie, z powodu pyłu unoszonego przez jadące pojazdy. Kilka pojazdów utknęło w lejach po bombach. Simonds opracował dla kolumn kilka metod utrzymywania kierunku; niektóre pojazdy były wyposażone w radionamierniki, a działa Bofors 40 mm wystrzeliły ponad czołgami pociski smugowe w kierunku natarcia. Pomimo zastosowania wszystkich tych środków, nadal panowało spore zamieszanie. Kilka pojazdów zderzyło się ze sobą lub zostało obezwładnionych ogniem wrogich dział.
Atak przełamał niemiecką linię obronę w kilku miejscach. O świcie atakujące kolumny 51 Dywizji Piechoty Highland osiągnęły zamierzone pozycje. Piechota desantowała się z pojazdów opancerzonych w promieniu 200 metrów od swoich celów w wioskach Cramensnil i Saint-Aignan de Cramesnil, szybko dopadając obrońców. Kolumny kanadyjskiej 2 Dywizji Piechoty zostały opóźnione przez mgłę i nieoczekiwanie silny opór na ich prawej flance, ale do południa 8 sierpnia siły alianckie zdobyły wzgórze Verrières. Nowe metody zastosowane przez Simondsa sprawiły, że atakujący ponieśli tylko ułamek strat, które zostałaby poniesione podczas konwencjonalnego ataku. Siły sprzymierzonych były gotowe do wyruszenia w kierunku Cintheaux, 3,2 km na południe od ich najdalej wysuniętej pozycji, ale Simonds nakazał zatrzymać się, aby umożliwić artylerii polowej oraz kanadyjskiej 4 Dywizji Pancernej i polskiej 1 Dywizji Pancernej atak zgodnie z planem w drugiej fazie operacji.

## Działania Panzergruppe West
Generał SS Kurt Meyer, dowódca 12 Dywizji Pancernej SS, rozkazał ocalałej piechocie i czołgom z podległych mu formacji, rozbitych przez pierwsze uderzenie wojsk alianckich, zająć pozycje w Cintheaux. Przesunął także do przodu dwie grupy bojowe ze swojej dywizji, składające się z dział szturmowych, piechoty i czołgów Tygrys, rozmieszczając je naprzeciwko jednostek kanadyjskich. Krótko po południu rozkazał tym dwóm grupom bojowym kontratakować w kierunku czołówek wojsk nieprzyjacielskich. W tym momencie aliancki plan ofensywny zakładał dodatkowe bombardowanie w wykonaniu samolotów 8 Armii Powietrznej, zanim kanadyjska 4 Dywizja Pancerna i polska 1 Dywizja Pancerna wyruszyły na południe, w kierunku Falaise, po obu stronach drogi Caen – Falaise.
Kontratak 12 Dywizji Pancernej SS nie powiódł się, ale przesunął czołgi Meyera na północ od obszaru docelowego, który zbombardowały bombowce 8 Armii Powietrznej. Unikając skutków bombardowania, niemieckie czołgi spowolniły natarcie polskiej 1 Dywizji Pancernej, zapobiegając przełomowi na wschód od drogi. Na zachód od drogi niemiecka piechota w Cintheaux wiązała walką kanadyjskie formacje pancerne. Żadna z dywizji kanadyjskich (obie były po raz pierwszy w walce) nie napierała na wroga tak mocno, jak wymagał tego Simonds, i znajdowały się one raczej w defensywie, uzupełniając zapasy i odpoczywając po ciężkich walkach, gdy zapadł zmrok.
Aby przywrócić tempo ataku, Simonds nakazał kolumnie z 4 Dywizji Pancernej zdobyć wzgórze 195, na zachód od głównej drogi, w połowie odległości pomiędzy Cintheaux, a Falaise. Miała tego dokonać uformowana ad hoc Grupa Bojowa Worthington (ang. Worthington Force) w składzie: kompanie B, C i kompania dowodzenia z Pułku „Algonquin” oraz 52 czołgi z 25 Pułku Pancernego „British Columbia”. Podczas gdy Grupa Bojowa Halfpenny (ang. Halfpenny Force) osłaniała ich marsz, walcząc z siłami 12 Dywizji SS w Bretteville-le-Rabet, Grupa Bojowa Worthington objechała wieś naokoło i przez pomyłkę wjechała w złą drogę. O świcie 9 sierpnia znajdowała się 7,2 km na wschód od swojego celu, na wzgórzu 140, w połowie drogi między Estrées-la-Campagne i Mazieres. Kanadyjczycy dzielnie odpierali niemieckie kontrataki pancerne przez cały dzień 9 sierpnia, ale ponieśli wiele ofiar, stracili też większość swoich czołgów. Poległ również dowódca 25 Pułku, pułkownik Don Worthington. Do godziny 17.00 pozostali jeszcze przy życiu żołnierze Grupy Bojowej Worthington zostali schwytani lub zmuszeni do wycofania się. Ponieważ zgubiona kolumna była tak daleko od zamierzonego celu, inne jednostki wysłane w celu jej wsparcia, nie dały rady jej znaleźć. W końcu kolejne natarcie doprowadziło do zdobycia wzgórza 195 podczas modelowego nocnego ataku 10 sierpnia, ale Niemcy mieli czas na wycofanie się i zreorganizowanie linii obronnej nad rzeką Laison. Do 11 sierpnia brytyjsko-kanadyjska ofensywa zakończyła się.

## Następstwa

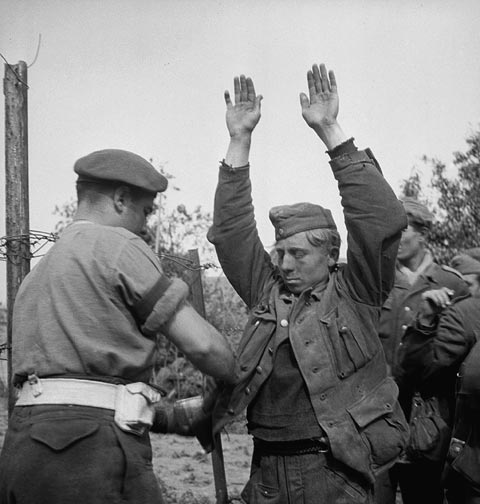
Kanadyjski żołnierz przeszukuje niemieckich jeńców wziętych do niewoli podczas operacji Totalize

Wczesne fazy ataku były wielkim sukcesem, pomimo licznych ofiar w dwóch alianckich dywizjach pancernych, próbujących wyruszyć w kierunku Falaise. Formacje czterech dywizji kanadyjskiej 1 Armii zajmowały pozycje na wzgórzu 195, bezpośrednio na północ od Falaise. W tym samym czasie siłom alianckim udało się zadać Niemcom ponad 1500 ofiar śmiertelnych. Generał dywizji Rod Keller został usunięty ze stanowiska dowódcy kanadyjskiej 3 Dywizji Piechoty po ciężkim zranieniu, które odniósł, gdy jego kwatera główna została omyłkowo trafiona przez amerykańskie bomby. Słabe wyniki Kellera w operacji Totalize pozbawiły go zaufania generała Crerara, dlatego nie otrzymał on nowego stanowiska dowódczego do końca wojny. Simonds i Crerar prowadzili dalszą ofensywę, operację Tractable, która odbyła się w dniach 14–21 sierpnia. 21 sierpnia kocioł Falaise został zamknięty, gdy jednostki kanadyjskie i polskie połączyły się z amerykańskimi żołnierzami na południu, kończąc udział Brytyjskiej Wspólnoty Narodów w bitwie o Normandię.